# 79 Еврінома
79 Еврінома (79 Eurynome) — астероїд головного поясу. Відкритий 14 вересня 1863 року Джеймсом Крейгом Вотсоном. Названий на честь богині давньогрецької міфології Евріноми.